# Horská Kamenice
Horská Kamenice je vesnice, část města Železný Brod v okrese Jablonec nad Nisou. Nachází se asi tři kilometry východně od Železného Brodu. Horská Kamenice je také název katastrálního území o rozloze 3,74 km².

## Historie
První písemná zmínka o vesnici pochází z roku 1543.
Dne 25. srpna 1990 došlo na železničním mostě přes řeku Kamenici na hranici katastrů Horské Kamenice a Spálova ke srážce osobního a nákladního vlaku, při které zahynulo čtrnáct osob.

## Pamětihodnosti
- Venkovské usedlosti čp. 2, 32, 48, 56
- Socha Panny Marie Bozkovské
- Socha Svatého Václava